# Ptiloscola paraguayensis
Ptiloscola paraguayensis is een vlinder uit de familie nachtpauwogen (Saturniidae), onderfamilie Ceratocampinae.
De wetenschappelijke naam van de soort is voor het eerst geldig gepubliceerd door Brechlin, Meister & Drechsel in 2008.